# Austère Homer
 (février 2023).
Si vous disposez d'ouvrages ou d'articles de référence ou si vous connaissez des sites web de qualité traitant du thème abordé ici, merci de compléter l'article en donnant les références utiles à sa vérifiabilité et en les liant à la section « Notes et références ».
Austère Homer (France) ou Le Masque de fer blanc (Québec) (Jaws Wired Shut) est le 9e épisode de la saison 13 de la série télévisée d'animation Les Simpson.

## Synopsis
Alors qu'Homer se prélasse au soleil, il entend une musique entraînante. Il découvre qu'aujourd'hui, c'est la gay pride. Dégoûté, Homer emmène sa famille au cinéma. Lassé des innombrables publicités diffusées avant la projection du film, il se révolte, entraînant avec lui tous les autres spectateurs. Furieux, les dirigeants du cinéma décident de stopper Homer. Il est alors obligé de s'enfuir, mais il se cogne accidentellement la mâchoire contre la statue d'un boxeur. Il est alors obligé de porter un masque dentaire. Ne pouvant plus parler pendant un moment, il commence alors à être à l'écoute de son entourage...